# Das Ereignis (Film)
Das Ereignis (Originaltitel: L’événement, internationaler Titel: Happening) ist ein französischer Spielfilm von Audrey Diwan aus dem Jahr 2021. Das Drama basiert auf dem gleichnamigen autobiografischen Roman von Annie Ernaux und behandelt die ungewollte Schwangerschaft und die darauf folgende Abtreibung einer jungen Literaturstudentin im Frankreich der 1960er Jahre. Die Hauptrolle übernahm Anamaria Vartolomei.
Im Jahr seiner Veröffentlichung wurde Das Ereignis im Wettbewerb der 78. Internationalen Filmfestspiele von Venedig uraufgeführt und gewann mit dem Goldenen Löwen den Hauptpreis des Festivals. Ebenfalls preisgekrönt wurde das Spiel von Hauptdarstellerin Vartolomei.
Der französische Kinostart erfolgte am 24. November 2021, in Deutschland am 31. März 2022.

## Handlung
Frankreich, im Jahr 1963: Die aus bescheidenen Verhältnissen stammende Anne gilt als aufgeweckte Studentin. Als die junge Frau schwanger wird, gerät ihre vielversprechende Zukunft in Gefahr. Die Abschlussprüfungen stehen bald bevor und ihr Babybauch beginnt zu wachsen. Sie hat die Befürchtung, ihr Universitätsstudium nicht beenden zu können und mit der Geburt eines unehelichen Kindes alles zu verlieren. Mit dem angestrebten akademischen Titel wollte Anne den Zwängen ihrer sozialen Herkunft entfliehen. Sie ist entschlossen, einen Schwangerschaftsabbruch durchführen zu lassen. Allerdings ist im Frankreich der 1960er Jahre eine Abtreibung illegal. Für Anne beginnt ein Spießrutenlauf, der bei einer Entdeckung mit einer Gefängnisstrafe enden könnte.

## Entstehungsgeschichte

### Drehbuchadaption und literarische Vorlage
Das Ereignis ist der zweite Spielfilm der französischen Regisseurin Audrey Diwan, für den sie gemeinsam mit Marcia Romano auch das Drehbuch verfasste. Beide hatten bereits an Diwans Regiedebüt Mais vous êtes fous (2019) zusammengearbeitet. Die Filmemacherin legte Wert darauf, den im Jahr 2000 veröffentlichten, autobiografischen Bericht von Annie Ernaux mit „einfachen Geste(n)“ auf die Kinoleinwand zu bringen und einen zeitlosen Film zu schaffen, der die Geschlechtergrenzen überwinde. Diwan und Romano berieten sich eng mit Ernaux über das Drehbuch und ließen ihr alle Fassungen zukommen. Auch erkundigte sich Diwan bei der Autorin nach Details, die im Buch nicht konkret dargestellt waren.

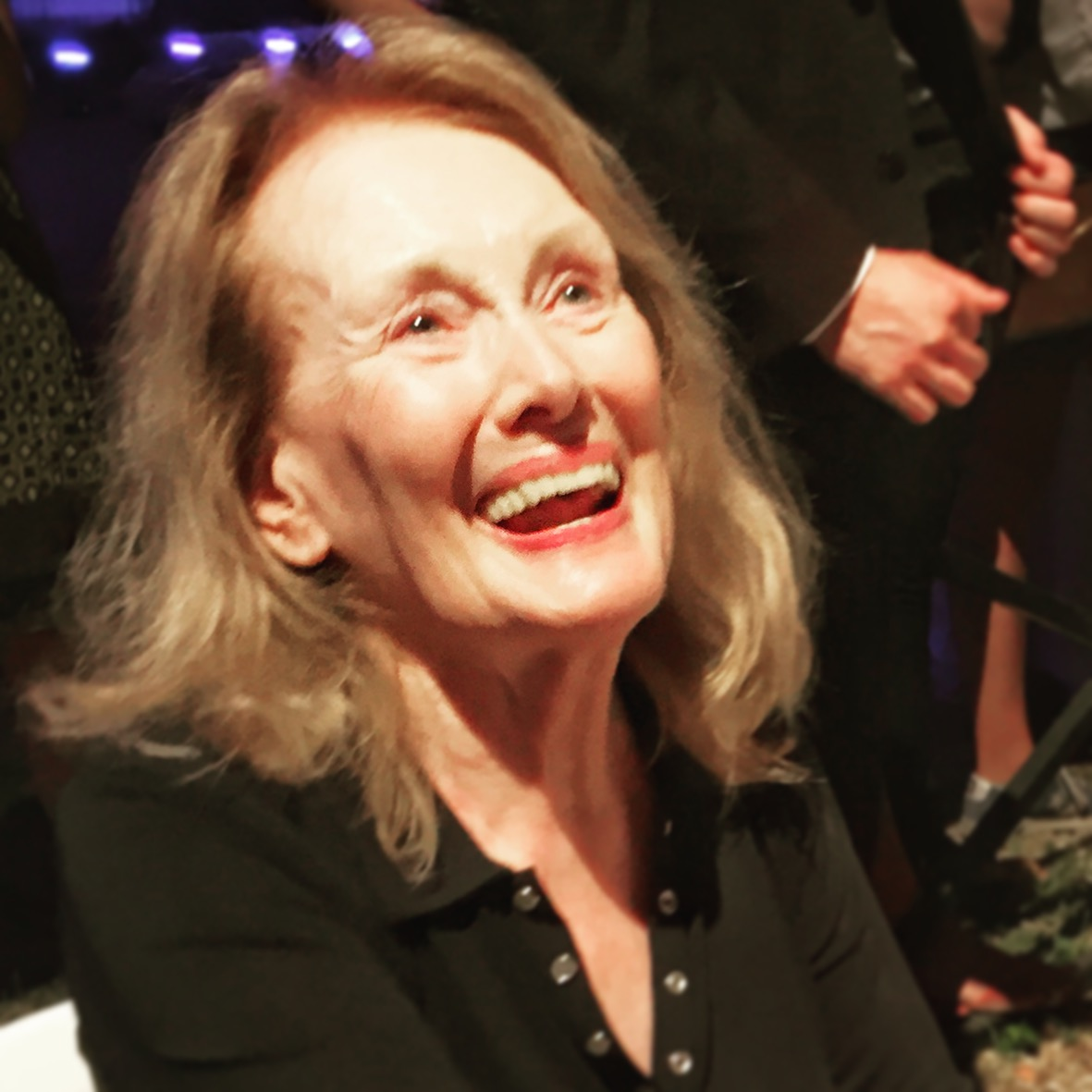
Annie Ernaux (2016)

Ernaux selbst hatte sich im Januar 1964 als Literaturstudentin in Rouen einer heimlichen Abtreibung unterzogen. Das Werk wurde bei seiner Veröffentlichung im Verlag Gallimard von einigen Stimmen der französischsprachigen Literaturkritik als „klinischer“, „herzzerreißender Bericht“ über eine gewollte Abtreibung gelobt. Im Jahr 2010 wurde L’événement als Monolog für das französische Theater adaptiert. Ernaux kritisierte rückblickend im Jahr 2014, dass ihr Buch bei seiner Veröffentlichung nicht den gebührenden Einfluss erhalten habe, und bezeichnete die damalige Resonanz der Medien darauf als „erschreckend“. Gleichzeitig hätten Frauen, die ebenfalls eine Abtreibung erlitten haben, nicht über ihre Erfahrungen als Zeitzeuginnen sprechen und einen Schlussstrich unter die Vergangenheit ziehen wollen.

„Eine Art Gesetz des Schweigens begleitete ihn. Während Bernard Pivot mich immer einlud, enthielt er sich der Stimme. Ein Journalist wollte nicht darüber sprechen, weil er mir sagte: ‚Beim Lesen des Buches wurde mir übel.‘ Für viele Medien war dieser Kampf vorbei.“

Ernaux beschrieb die Abtreibung als eine Erfahrung, die ihr Leben extrem verändert habe. Bewusst habe sie den Titel L’événement (dt. „Das Ereignis“) gewählt, da es „ein Vorher und ein Nachher“ gegeben habe. Zwar habe sie sich nie für die Tat geschämt, jedoch unter der Verschwiegenheit gelitten, die das Ereignis mit sich brachte. So habe sie sich nicht einmal ihrer besten Freundin offenbaren können. Ernaux’ Ehemann wusste zwar vom Besuch beim Engelmacher, habe aber nicht mit ihr darüber gesprochen. Nach der Abtreibung habe sie den Arzt angerufen, um nicht an den folgenden Blutungen zu sterben.

„Ich rief den Arzt an, um nicht zu sterben, während es Mädchen gibt, die es nicht taten, sich schämten. Ich wurde wie ein Nichts behandelt. Der vom Concierge des Universitätscampus gerufene Arzt nahm mein Kinn und bat mich, mir zu schwören, es nicht noch einmal zu tun. Ärzte würden das Gesetz brechen, wenn sie wohlhabender Herkunft waren. Durch die Nachtschicht erfuhr ich, dass der Chirurg, der die Kürettage durchgeführt hatte, nicht wusste, dass ich Studentin war. Er schämte sich dafür, mich wie eine Arbeiterin behandelt zu haben, sagte sie mir. Einige wohlhabende Frauen gingen in die Schweiz. Für mich war es schrecklich teuer. Ich habe 400 Franken für den Engelmacher bezahlt.“

In den 1970er Jahren hat Ernaux begonnen, für die gesetzliche Freigabe der Abtreibung zu kämpfen, und das Thema in ihrem 1974 veröffentlichten Debütroman, Les armoires vides (dt. etwa „Die leeren Schränke“), erstmals literarisch verarbeitet. Öffentlich in dieser Zeit zu erklären, abgetrieben zu haben, sei nicht möglich gewesen. Ernaux’ Ehemann war zum damaligen Zeitpunkt als Führungskraft tätig und eine solche Information wäre „wie eine Bombe“ eingeschlagen. Abtreibungen in Frankreich wurden erst im Jahr 1975 durch die „loi Veil“ legalisiert.
Eine deutsche Übersetzung von L’événement erschien 2021 unter dem Titel Das Ereignis.

### Dreharbeiten und Produktion
Die Dreharbeiten zum Film fanden im Sommer 2020 statt, zwischen der ersten und zweiten Corona-Welle in Frankreich. Diwan vertraute eigenen Angaben zufolge hauptsächlich auf ein Schauspielensemble von jungen, intelligenten Schauspielerinnen, die alle Ernaux’ Buch gelesen hatten. Diwan diskutierte gemeinsam mit ihnen über das Thema sowie das Kino im Allgemeinen und ließ sie am Entstehungsprozess des Films teilhaben. Für den Part der Anne wurde Anamaria Vartolomei verpflichtet, die die Filmemacherin mit besonderer Sorgfalt vorbereitete und auch am Filmset weiter betreute. Aufgrund einer Reihe von komplizierten und intimen Szenen orientierte sich das Filmteam an der Hauptdarstellerin und ihren Gefühlen. Diwan sollte Vartolomei rückblickend für ihren unglaublichen Mut loben. Durch die COVID-19-Pandemie mussten ihre Beratungen online stattfinden. Diwan und Vartolomei tauschten sich alle zwei bis drei Tage aus und diskutierten auch viel über die Präsentation und den Einsatz des Körpers. Auch ließ sie der Schauspielerin Filme zur Inspiration zukommen, darunter Rosetta von Jean-Pierre und Luc Dardenne.
Zum Schauspielensemble gehörte auch Pio Marmaï, der in Diwans Erstlingsfilm die männliche Hauptrolle bekleidet hatte. Produziert wurde Das Ereignis von Edouard Weil und Alice Girard (Rectangle Productions) in Zusammenarbeit mit France 3 Cinéma. Der überwiegende Teil der Filmcrew war weiblich. Diwan gab an, sie wollte offen für die Verpflichtung von Frauen in jeglichen Positionen sein. Auch arbeite sie besser mit Frauen zusammen, die sie zum Teil als „enge Freundinnen“ und als eine Art „Familie“ bezeichnete. Gemeinsam mit der Szenenbildnerin Diéné Berete, der Kostümbildnerin Isabelle Pannetier, der Visagistin Amélie Bouilly und der Friseurin Sarah Mescoff war Diwan bestrebt, das Aussehen und das Gefühl der 1960er-Jahre authentisch einzufangen, legte aber dabei Wert auf Subtilität. Das Publikum sollte das Gefühl haben, in den 1960ern zu sein, ohne sich dessen übermäßig bewusst zu sein.

## Veröffentlichung und Rezeption
Der Film wurde am 6. September 2021 beim 78. Filmfestival von Venedig uraufgeführt. Ein Kinostart in Frankreich war ursprünglich am 22. Februar 2022 im Verleih von Wild Bunch geplant, das sich auch die internationalen Verwertungsrechte sicherte. Nach dem Erfolg in Venedig wurde der Kinostart auf den 24. November 2021 vorverlegt.
Auf der Website Allociné hält Das Ereignis derzeit eine Presse-Bewertung von 4,1 von 5 Sternen, basierend auf über 30 französischsprachigen Kritiken. Vom Publikum wurde Diwans Regiearbeit gleich bewertet.
Nach seiner Premiere äußerte sich die deutschsprachige Filmkritik überwiegend positiv über Das Ereignis:
Wolfgang Höbel (Spiegel Online) lobte Audrey Diwan dafür, die Arbeitsweise von Annie Ernaux „auf beklemmende Weise […] in Filmbilder zu übersetzen“. Der Film nehme in „in manchmal wackeligen Einstellungen […] sehr direkt die Perspektive“ der weiblichen Hauptfigur ein. Der Blick der Regisseurin auf die französische Männergesellschaft der 1960er-Jahre falle nüchtern, grimmig und schonungslos aus. Die Zuschauer würden „Zorn“ über die in vielen Momenten empörende Schilderung der „gesellschaftlichen Verhältnisse und […] Mechanismen der Geschlechterdiskriminierung“ empfinden. Am Ende könnte „der Universitätsbetrieb und die Welt des Geistes für Anne ein besseres, freieres Zuhause sein“, so Höbel.
Susan Vahabzadeh (Süddeutsche Zeitung) nannte Das Ereignis „eine Besonderheit“ im Wettbewerb und die Geschichte als „Stoff, aus dem Alpträume“ seien. Sie bemerkte, dass es durch die Kostüme „nicht gleich“ offensichtlich sei, zu welcher Zeit der Film spiele. Die Geschichte erinnere sie an Abtreibungsgegner wie die französische Politikerin Marine Le Pen. Vahabzadeh wunderte sich, warum die Schilderung von Abtreibungen im Kino nicht selbstverständlich sei. In Diwans Film sehe man viel davon, doch sie gehe in einem „blutigen Wettbewerb“ von Venedig „mit dem Blut sparsam um“.
Dominik Kamalzadeh (Der Standard) bemerkte, dass Das Ereignis zu den in Venedig auffällig stark vertretenen Filmen gehöre, die aus „prononciert weiblicher Perspektive“ gedreht seien. Das Werk sei „präzise und einfühlsam inszeniert“, auch wenn der zeithistorische Kontext im Gegensatz zur literarischen Vorlage kurz gehalten werde.
Andrey Arnold (Die Presse) kommentierte, dass der Film in Venedig aufgrund seines aktuellen Themas „euphorisch“ aufgenommen worden sei, nachdem es u. a. jüngst Einschränkungen von Abtreibungsrechten in Texas und Polen gegeben hatte. Diwan lege eine „schnörkellos geradlinige Inszenierung“ vor, die im Vergleich mit anderen Filmen zum Thema wie beispielsweise Niemals Selten Manchmal Immer „eher lehrbuchmäßig und schematisch“ wirke. Dies erhöhe „allerdings die Mehrheitsfähigkeit ihres Ermächtigungsnarrativs“.
Dietmar Dath (Frankfurter Allgemeine Zeitung) kritisierte, dass durch den Schockeffekt eines Fötus an der Nabelschnur der Inhalt „Frauenrechte“ im Film aufgefressen werde. Der für Entsetzen sorgenden Szene ständen keine Identifikationsangebote gegenüber, ähnlich wie beim ebenfalls im Wettbewerb befindlichen „Soldatenschauerstück Vidblysk“.
Ein deutscher Kinostart im Verleih von Prokino fand am 31. März 2022 statt.

## Auszeichnungen

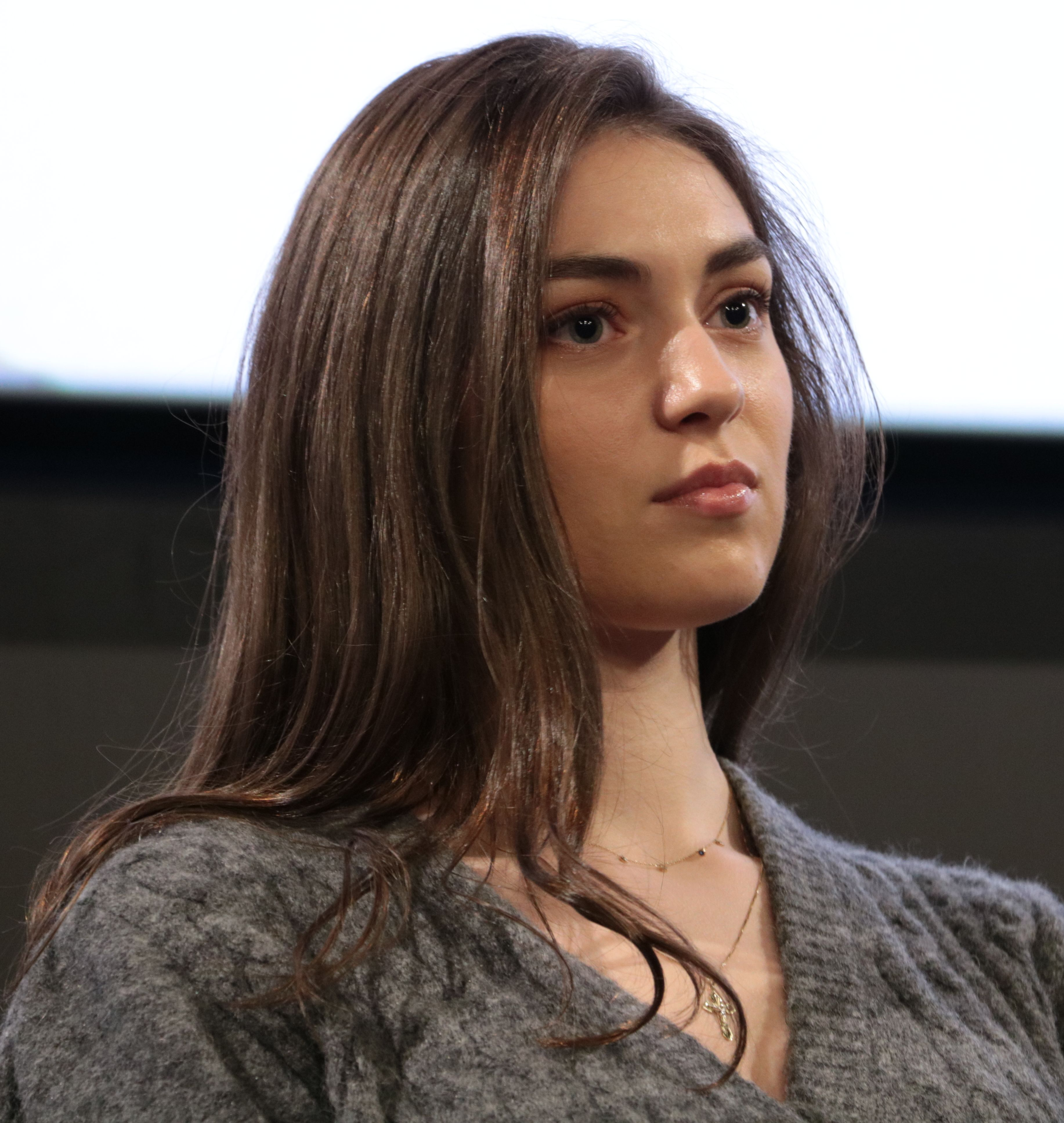
Hauptdarstellerin Anamaria Vartolomei wurde u. a. mit den französischen Filmpreisen César und Prix Lumière geehrt.

In der Filmpreissaison 2021/22 gewann Das Ereignis 16 internationale Film-, Festival- und Kritikerpreise und wurde für mehr als 30 weitere nominiert. Audrey Diwan erhielt bei ihrer ersten Einladung in den Wettbewerb der Filmfestspiele von Venedig 2021 den Goldenen Löwen, den Hauptpreis des Festivals. Jurypräsident Bong Joon-ho gab bekannt, dass sich die mehrheitlich mit Frauen besetzte Jury einstimmig für den Film entschieden habe. Darüber hinaus wurde das Werk in Venedig u. a. mit dem FIPRESCI-Preis ausgezeichnet.
Im Oktober 2021 gelangte Das Ereignis in die engere Auswahl als französischer Kandidat für den besten internationalen Film bei der Oscarverleihung 2022 ausgewählt zu werden, hatte aber gegenüber Titane das Nachsehen. Darüber hinaus befand sich das Werk in der Vorauswahl zum Europäischen Filmpreis 2021 und wurde für den European University Film Award nominiert.
Im Jahr 2022 folgten bei der Verleihung der französischen Prix Lumières zwei Preise (Bester Film, Beste Darstellerin – Anamaria Vartolomei). Im selben Jahr erhielt Das Ereignis den César in der Kategorie Beste Nachwuchsdarstellerin sowie drei weitere Nominierungen (Bester Film, Beste Regie, Bestes adaptiertes Drehbuch).
| Filmpreis (Auswahl)                           | Kategorie                               | Resultat  | Preisträger/ Nominierte                  |
| --------------------------------------------- | --------------------------------------- | --------- | ---------------------------------------- |
| British Academy Film Awards 2022              | Beste Regie                             | Nominiert | Audrey Diwan                             |
| César 2022                                    | Bester Film                             | Nominiert | Edouard Weil, Alice Girard, Audrey Diwan |
| César 2022                                    | Beste Regie                             | Nominiert | Audrey Diwan                             |
| César 2022                                    | Bestes adaptiertes Drehbuch             | Nominiert | Audrey Diwan, Marcia Romano              |
| César 2022                                    | Beste Nachwuchsdarstellerin             | Gewonnen  | Anamaria Vartolomei                      |
| Chicago Film Critics Association Awards 2022  | Bester fremdsprachiger Film             | Nominiert | k. A.                                    |
| Chicago Film Critics Association Awards 2022  | Vielversprechendster Filmemacher        | Nominiert | Audrey Diwan                             |
| Directors Guild of America Awards 2023        | Bestes Regiedebüt                       | Nominiert | Audrey Diwan                             |
| Dublin Film Critics Circle Awards 2022        | Beste Darstellerin                      | Gewonnen  | Anamaria Vartolomei                      |
| Europäischer Filmpreis 2021                   | European University Film Award          | Nominiert | Audrey Diwan                             |
| Golden Tomato Awards 2023                     | Bestes Filmdrama                        | Gewonnen  | k. A.                                    |
| Golden Tomato Awards 2023                     | Bester fremdsprachiger Film             | Gewonnen  | k. A.                                    |
| Golden Tomato Awards 2023                     | Bester limitierter Kinofilm             | Gewonnen  | k. A.                                    |
| Gotham Awards 2022                            | Bester internationaler Film             | Gewonnen  | Audrey Diwan, Alice Girard, Edouard Weil |
| Prix Lumières 2022                            | Bester Film                             | Gewonnen  | Audrey Diwan                             |
| Prix Lumières 2022                            | Beste Regie                             | Nominiert | Audrey Diwan                             |
| Prix Lumières 2022                            | Beste Darstellerin                      | Gewonnen  | Anamaria Vartolomei                      |
| Prix Lumières 2022                            | Beste Kamera                            | Nominiert | Laurent Tangy                            |
| Palm Springs International Film Festival 2022 | Directors to Watch                      | Gewonnen  | Audrey Diwan                             |
| Palm Springs International Film Festival 2022 | New Voices/New Visions Grand Jury Prize | Gewonnen  | Audrey Diwan                             |
| Filmfestival von Venedig 2021                 | Goldener Löwe – Bester Film             | Gewonnen  | Audrey Diwan                             |
| Filmfestival von Venedig 2021                 | FIPRESCI-Preis                          | Gewonnen  | Audrey Diwan                             |